# 第十三屆十大中文金曲得獎名單
第十三屆十大中文金曲得獎名單列出1991年2月舉行之第十三屆十大中文金曲頒獎音樂會的得獎名單。

## 十大中文金曲名單
- 《俾面派對》（主唱：Beyond 作曲：黃家駒 填詞：黃貫中）
- 《一千零一夜》（主唱：李克勤 作曲：玉置浩二 填詞：向雪懷）
- 《相逢何必曾相識》（主唱：蔣志光 / 韋綺姍 作曲：蔣志光 填詞：蔣志光）
- 《你知道我在等你嗎》（国语）（主唱：張洪量 作曲：張洪量 填詞：張洪量）
- 《前塵》（主唱：林憶蓮 作曲：Dick Lee 填詞：周禮茂）
- 《失戀》（主唱：草蜢 作曲：Chatri Kongsowan 填詞：潘偉源）
- 《夕陽醉了》（主唱：張學友 作曲：童安格 填詞：小美）
- 《特別的愛給特別的你》（国语）（主唱：伍思凱 作曲：伍思凱 填詞：陳家麗）
- 《焚心以火》（主唱：葉蒨文 作曲：黃霑 / 顧嘉煇 填詞：黃霑）
- 《可不可以》（主唱：劉德華 作曲：Tony Tam 填詞：簡寧）

## 最有前途新人獎
- 金獎：曾航生
- 銀獎：黎明
- 銅獎：蔡濟文 / 庾澄慶
- 優異獎：吳婉芳 / 鄭秀文 / Face To Face

## 最佳中文廣告歌曲獎
- 金獎：《色彩嘉年華》—佐丹奴（倫永亮 / 林振強）
- 銀獎：《馬爾代夫團》—新華旅遊（陸崑崙 / 梁國標）
- 銅獎：《更醇更自由》—萬事發（林慕德 / 區焯申）

## 最佳中文（流行）歌曲獎
- 《天問》（劉以達）

## 最佳中文（流行）歌詞獎
- 《滄海一聲笑》（黃霑）

## 最受歡迎卡拉OK歌曲獎
- 《無言的結局》（林淑容 / 羅時豐）[2]
  - 頒獎嘉賓：蕭芳芳

## 優秀國語歌曲獎
- 《把根留住》（童安格 / 黃慶元）

## 最佳唱片監製獎
- 《Faces & Places》（許願 / 林憶蓮）

## 最佳編曲獎
- 《前塵》（倫永亮）

## 最佳唱片封套設計獎
- 《All The Best》（Joe Chu）

## 1990全年銷量大獎
- 《梦幻舞台》（譚詠麟）

## 金針獎
- 黃霑
  - 頒獎嘉賓：梁日昭、顧嘉煇